# ورنر فون فریچ
ورنر فن فریچ (به آلمانی: Werner von Fritsch) (زاده ۴ اوت ۱۸۸۰ – مرگ ۲۲ سپتامبر ۱۹۳۹) یک ژنرال آلمانی در دوره رایش سوم و از سال ۱۹۳۵ تا سال ۱۹۳۸ فرمانده کل ارتش بود. وی دومین ژنرال آلمانی بود که در جنگ جهانی دوم کشته‌شد.